# Icklesham
Icklesham is een civil parish in het bestuurlijke gebied Rother, in het Engelse graafschap East Sussex. De civil parish omvat naast het gehucht Icklesham de dorpen Winchelsea, Winchelsea Beach en Rye Harbour en telt 2751 inwoners.
Het gehucht Icklesham ligt zo'n 10 kilometer ten noordoosten van Hastings en 5,5 kilometer ten zuidwesten van het toeristische Rye. Zowel de dorpen Icklesham als Winchelsea liggen aan de A259 tussen Hastings en Rye.

## Fotogalerij

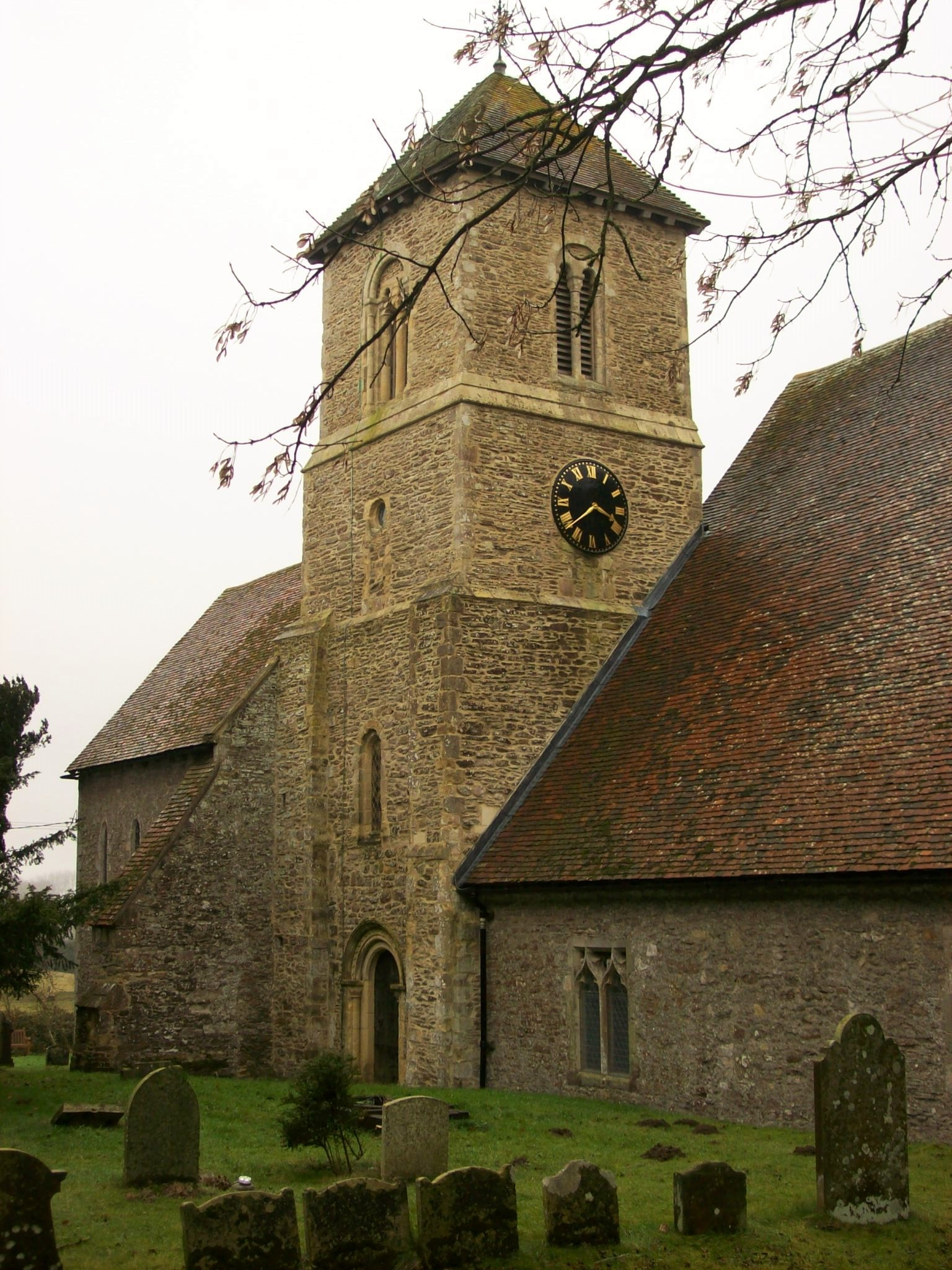
De All Saints-kerk van Icklesham
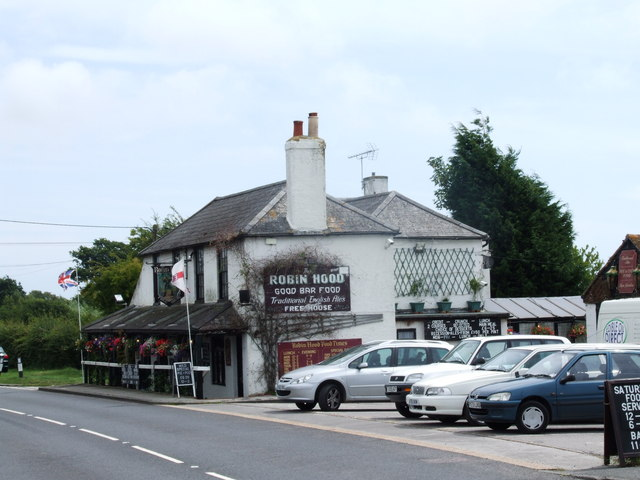
Pub The Robin Hood